# Krogh Island
Krogh Island ist eine 8 km lange Insel westlich der Antarktischen Halbinsel. Sie gehört zu den Biscoe-Inseln und liegt unmittelbar westlich des südlichen Abschnitts der Lavoisier-Insel. Sie begrenzt den Lewis Sound nach Norden und die Wladigerow-Passage nach Westen.
Kartiert wurde sie anhand von Luftaufnahmen der Falkland Islands and Dependencies Aerial Survey Expedition (1956–1957). Das UK Antarctic Place-Names Committee benannte sie 1960 nach dem dänischen Physiologen August Krogh (1874–1949), Nobelpreisträger für Medizin des Jahres 1920.